# محمد سيفاوي
محمد سيفاوي صحفي ومخرج جزائري فرنسي، مقيم ويعمل في فرنسا، ولد في 4 يوليو 1964 في الجزائر وتخرج في جامعة الجزائر من كلية الفنون الجميلة، ليهاجر بعدها إلى فرنسا ويعمل في صحيفة جون أفريك الدولية.

## الجوائز التي حصل عليها
- حصل على جائزة التفوق الصحفي الأوروبية سنة 2007 عن تحقيقاته.[بحاجة لمصدر]

## روابط خارجية
- محمد سيفاوي على موقع IMDb (الإنجليزية)
- محمد سيفاوي على موقع ألو سيني (الفرنسية)